# Preferisco il blues
Preferisco il blues è un singolo del cantautore italiano Anansi, il secondo estratto dal terzo album in studio Inshallah e pubblicato l'11 luglio 2014.

## Tracce
1. Preferisco il blues – 4:07